# Facundo Peraza
Facundo Peraza Fontana (Canelones, 27 luglio 1992) è un calciatore uruguaiano, attaccante del Cerro Largo.

## Palmarès

### Competizioni nazionali
- Prima Divisione (Emirati Arabi Uniti): 1

Al-Uruba: 2023-2024